# Rydsgård
Rydsgård – miejscowość (tätort) w Szwecji, w regionie administracyjnym (län) Skania, w gminie Skurup.
Według danych Szwedzkiego Urzędu Statystycznego liczba ludności wyniosła: 1383 (31 grudnia 2015), 1407 (31 grudnia 2018) i 1401 (31 grudnia 2019).